# Paaua
Paaua, oficialmente Pawa, es un barrio rural  del municipio filipino de cuarta categoría de Cuyo perteneciente a la provincia  de Paragua en Mimaro,  Región IV-B.

## Geografía
Situado en la costa oriental  de la isla de Gran Cuyo situada  en el mar de Joló en las  Islas de Cuyos, archipiélago formado por  cerca de 45 islas situadas al noreste de la isla  de Paragua (Puerto Princesa), al sur de Mindoro (San José) y al oeste de la de  Panay (Iloílo).
Su término linda al noroeste con los  barrios de Suba, Lagaoriao y Lungsod;  al suroeste  con el barrios de San Carlos; al nordeste con el municipio vecino de Magsaysay, barrios de Igabas y dfe Balaguén; y al suroeste con el estrecho que le separa de la isla de Bisucay.

### Demografía
El barrio  de Paaua contaba  en mayo de 2010 con una población de 1.665  habitantes, siendo el más poblado del municipio.